# Крихенвиль
Крихенвиль (нем. Kriechenwil) — коммуна в Швейцарии, в кантоне Берн.
Входит в состав округа Лаупен. Население составляет 403 человека (на 31 декабря 2006 года). Официальный код — 0666.

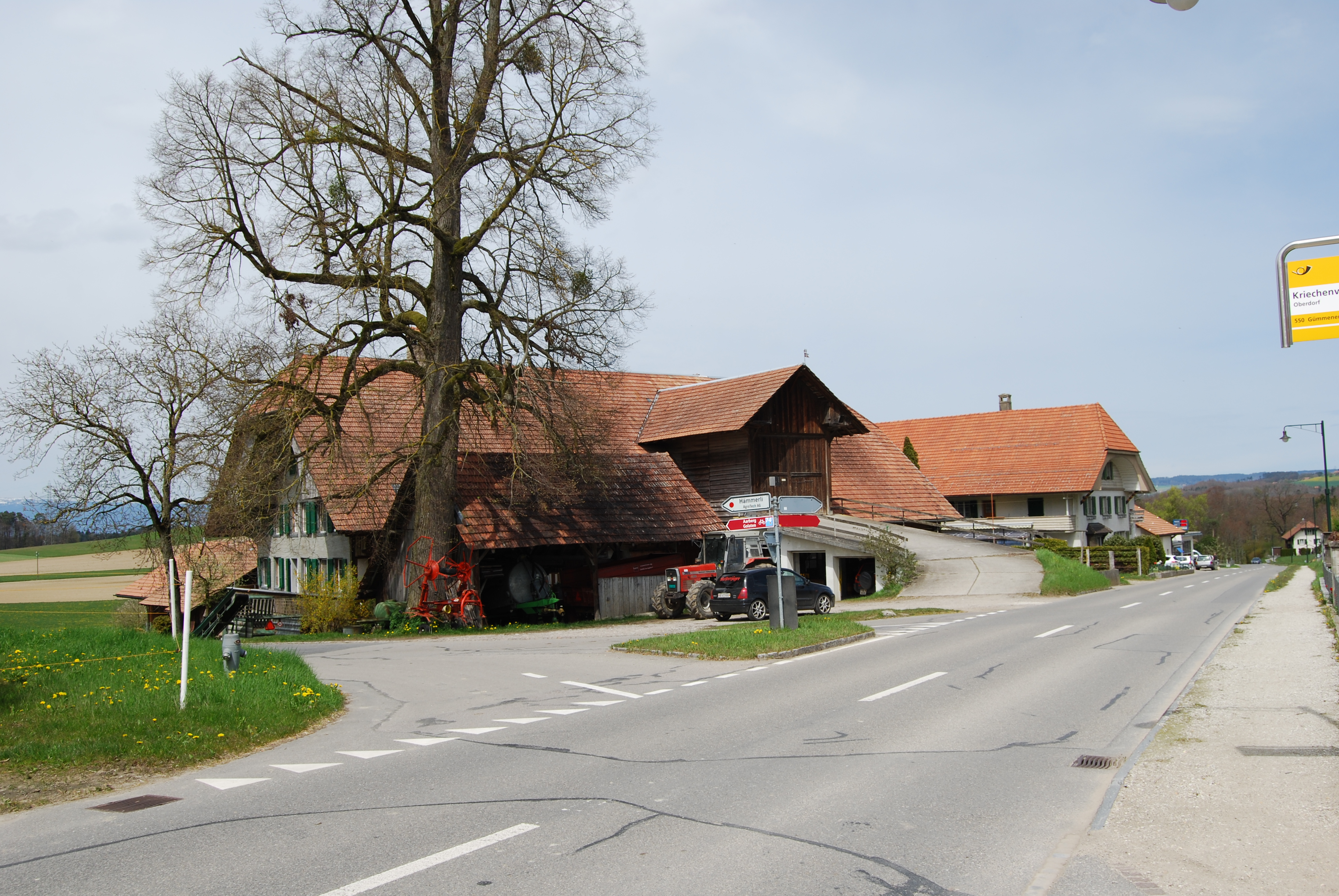
Крихенвиль